# 李進勇
李 進勇（り しんゆう、1951年8月1日 - ）は、中華民国の民主進歩党所属の政治家、元裁判官、弁護士。基隆市選出の第2・3代立法委員、第17代雲林県長を歴任した。

## 経歴
中興大学法律系卒。台湾大学法学修士。司法官特別考試に合格した後、司法官訓練所第十六期を修了した。
花蓮、宜蘭、台中などの地方法院の裁判官を歴任した後、中華民国空軍総部の軍事審判官を務めた。その後は弁護士を開業し、双渓啓智文教基金会の理事を務めた。台独連盟直属本部第一代中央委員を経て、正義連線執行委員、民進党基隆市党部第三代主委を歴任した。